# Litomyšl
Litomyšl (németül: Leitomischl) város Csehország Pardubicei kerületében. A város közepén elhelyezkedő kastély az  UNESCO Világörökség helyszínei közé tartozik.

## Története
A kelet-csehországi Litomyšl a 13. században emelkedett ki várossá a Csehországot Morvaországgal összekötő trstěnicei út egy 981-ben már megerősített településéből.

## Látnivalók
Litomyšl legfőbb látnivalója az 1568–1581-ig épült hatalmas reneszánsz kastély. A kastély épületei nemcsak kiemelkedő építészeti kvalitásai miatt tartanak számot érdeklődésre, hanem mert itt született Bedřich Smetana is. A hosszú piactéren áll a gótikus városháza és egy sor gótikus és reneszánsz lakóház, több közülük árkádokkal és bolthajtásos földszinti helyiségekkel épült. Az egyik legérdekesebb épület a Lovagokhoz (U Rytířů) ház figyelemre méltó homlokzatával. Régebben a város fontos egyházi központ is volt: 1344-ben Litomyšlben alapították Csehország második püspökségét, ez azonban a huszita háborúk folyamán megszűnt. A 19. században a litomyšli gimnázium volt híres.
A város kulturális hagyományai jóval túlmutatnak a regionális és nemzeti határokon. A kastély csodás belső helyiségei, különösen a barokk kastély színház, a kastély parkjának szabadtéri színháza és Smetana háza mind változatos helyszínt kínál hangversenyek és színdarabok előadására és így a város életét egész évben gazdagítja. A kastély az UNESCO világörökségi listájára 1999-ben került fel.

## Híres személyek
- itt született és hunyt el Karel Pič (1920–1995) eszperantó nyelven alkotó cseh író, költő, az Eszperantó Akadémia tagja

## Képek

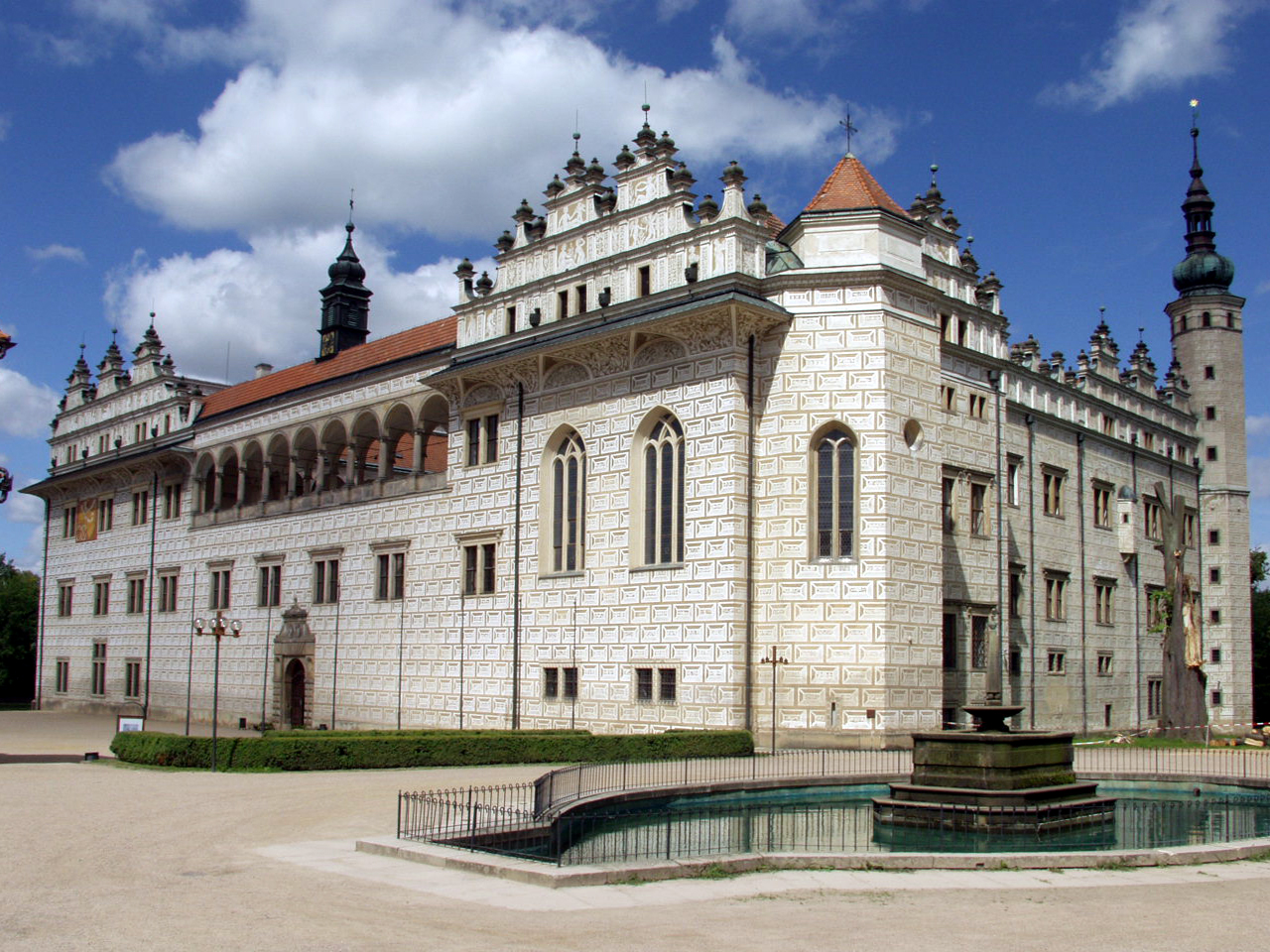
Reneszánsz kastély
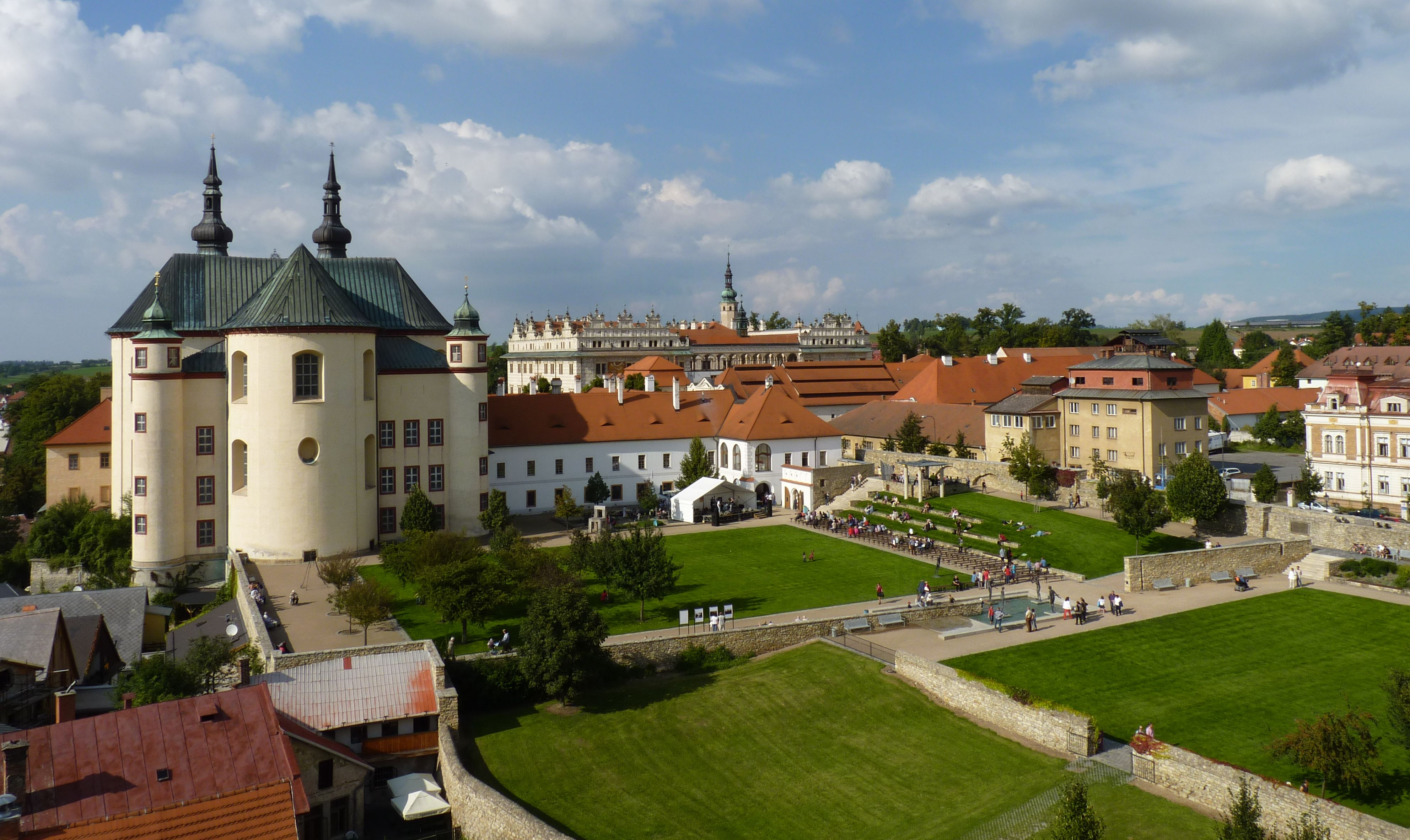
A Szent Kereszt Megtalálása templom
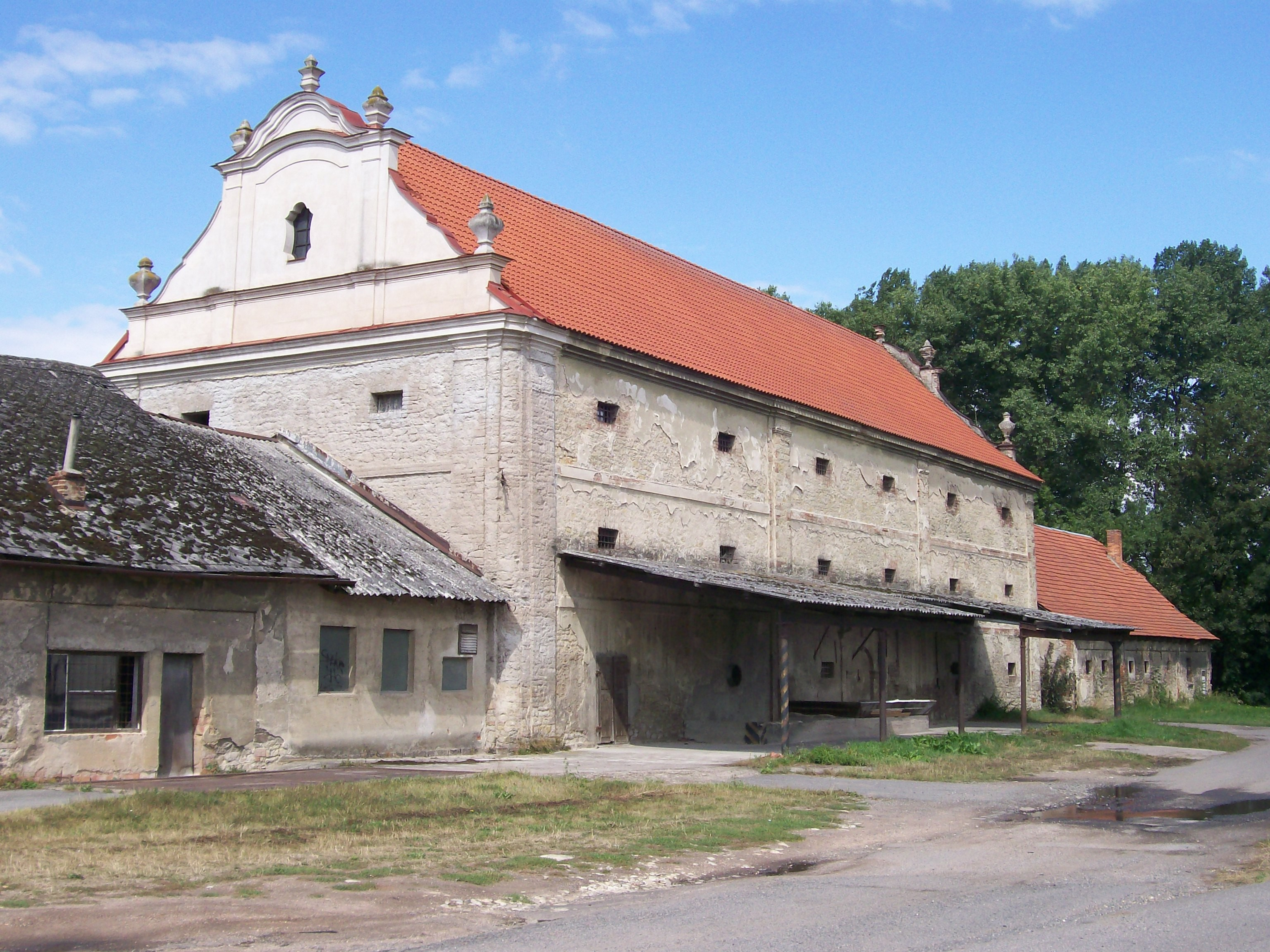
Magtár
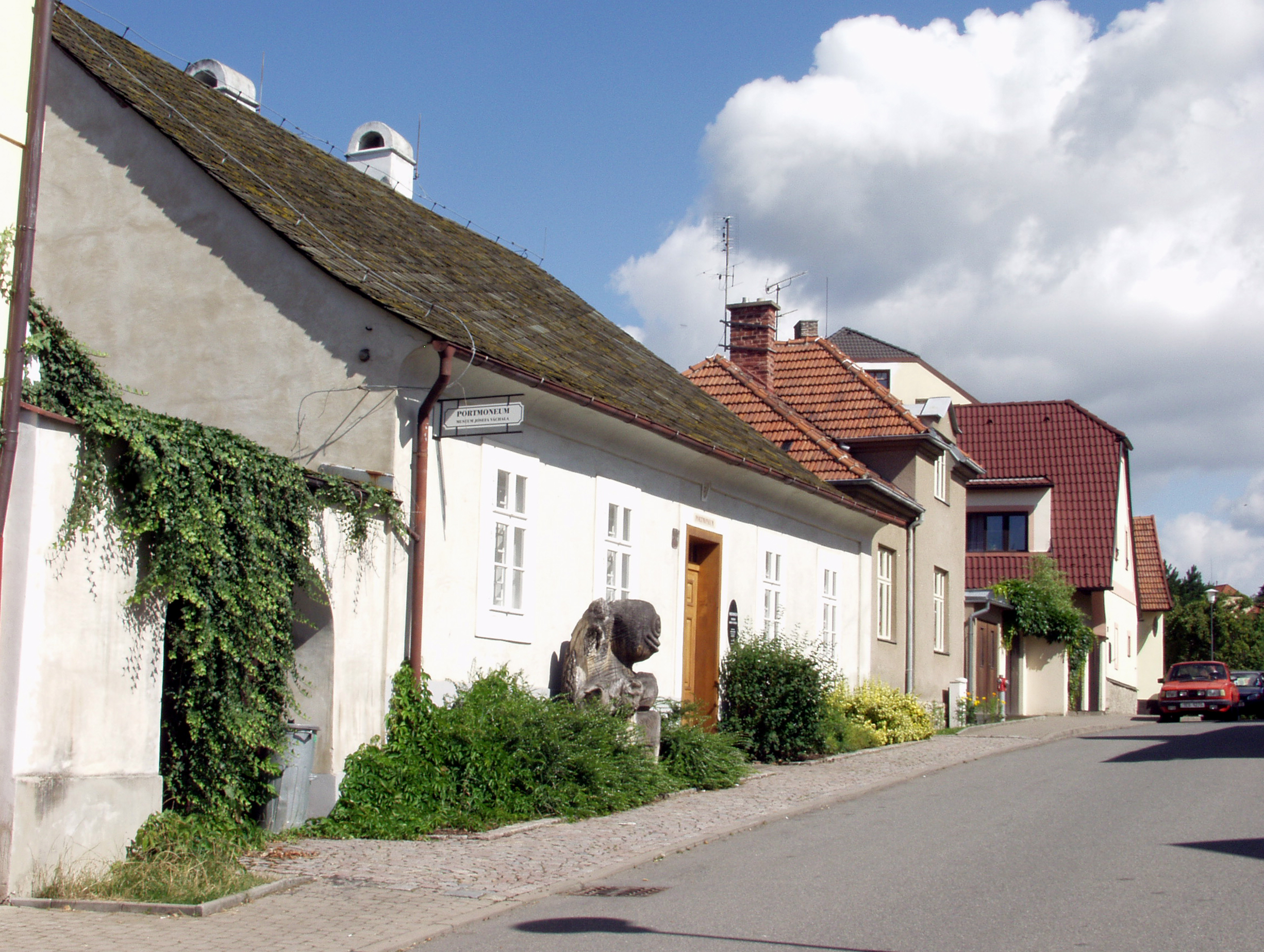
Portmoneum (Josef Váchal grafikus és író múzeuma)
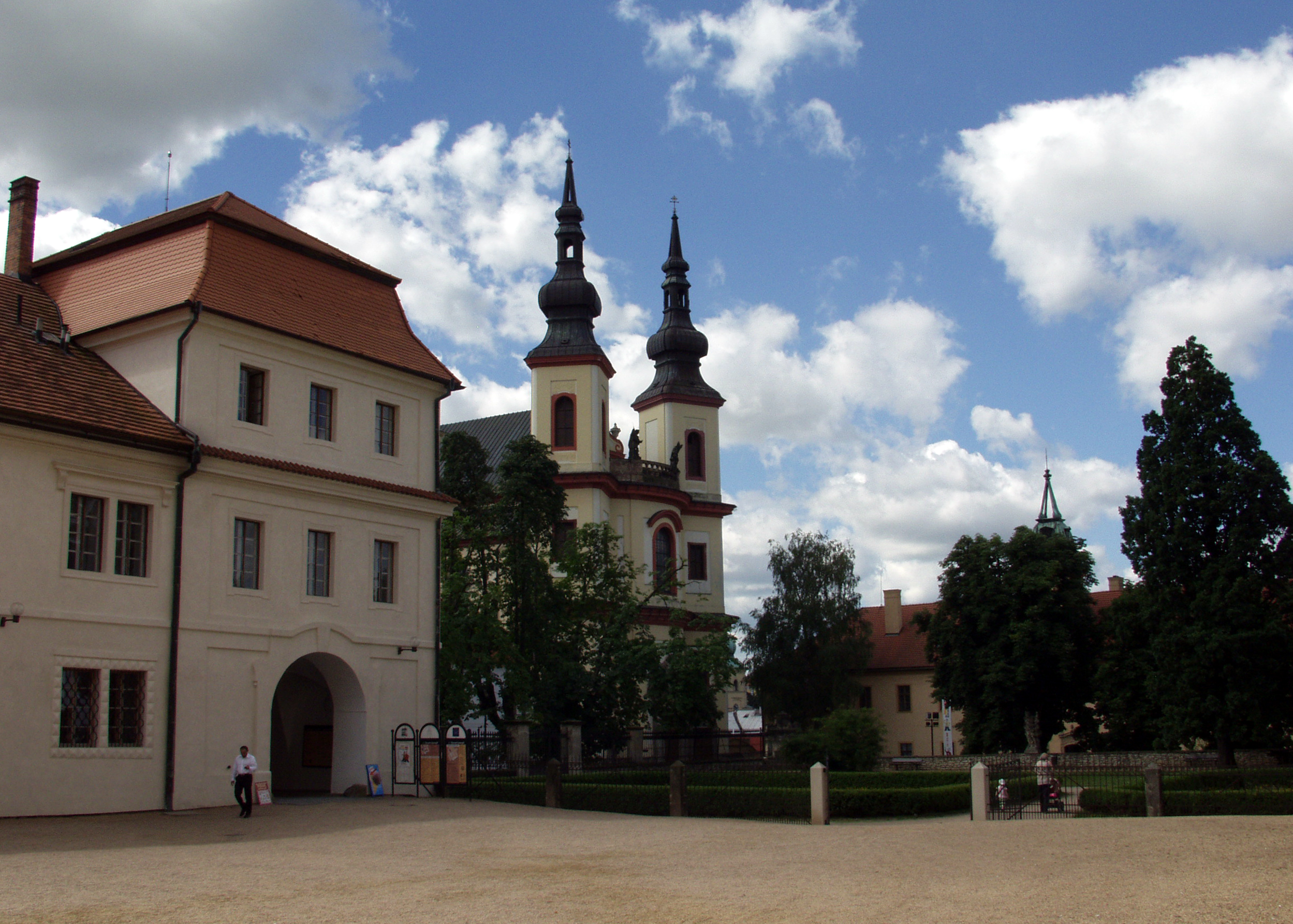
Kastély serfőzde

## Testvérvárosok
- Lőcse, Szlovákia
- Roden, Hollandia
- San Polo d'Enza, Olaszország

## Népesség
A település népessége az elmúlt években az alábbi módon változott:
| Lakosok száma | 7021 | 9636 | 7310 | 7655 | 10 253 | 10 358 | 10 097 | 10 429 | 9914 | 10 493 |
|               | 1869 | 1890 | 1921 | 1950 | 1980   | 2001   | 2017   | 2019   | 2022 | 2024   |